# Marcel Boll
Pour les articles homonymes, voir Boll.
Marcel Boll, né le 15 septembre 1886 à Paris et mort à Paris le 12 août 1971, est un ingénieur ESPCI, agrégé et docteur ès Sciences Physiques, professeur de chimie et d'électricité à l'École des hautes études commerciales de Paris (HEC), journaliste scientifique et membre fondateur de l'Union Rationaliste.

## Biographie
Fils d'un conseiller municipal de Paris, ingénieur ESPCI (23e promotion), il fut reçu à l'agrégation de sciences physiques (1910) et soutint sa thèse de doctorat à la Faculté des sciences de Paris en 1914. Marcel Boll était l'un des principaux vulgarisateurs des sciences modernes et plus particulièrement des sciences physiques (relativité, quanta) durant l'entre-deux-guerres et au début des années 1950.
Selon l'historien Peter Schöttler il fut également le premier et le principal introducteur de la philosophie des sciences du Cercle de Vienne en France.
Dans son essai sur la personnalité humaine (1922), il fait dériver les « constitutions psychopathiques » définies dès 1912 par Dupré, des tempéraments de la caractérologie d'Heymans :
- à l'activité, il associe la constitution cyclothymique ;
- à l'émotivité, la constitution hyperémotive ;
- à l'avidité ou ambition, la constitution paranoïaque.
- à la sociabilité, la constitution mythomane.

Ces idées sont reprises dans sa monographie « La science des caractères dans ses relations avec la méthode scientifique » (1936). Dès la fondation de l'Union Rationaliste, au mois de mars 1930, il est l'un des auteurs les plus actifs des Cahiers diffusés par cette société savante. Avec son frère André Boll, décorateur de théâtre et architecte (proche de Le Corbusier), Marcel Boll a entrepris de lancer un mouvement d'opinion en faveur du modernisme, du rationalisme et même du scientisme dans tous les domaines de la société.

## Œuvres écrites en commun avecAndré Boll
- L'art contemporain, sa raison d'être, ses manifestations (1931).
- L'élite de demain (1946).

## Œuvres
- Recherches sur l'évolution photochimique des électrolytes., thèse de doctorat ès sciences, 1914
- Cours de chimie à l'usage des candidats aux grandes écoles, Dunot & Pinat, 1918.
- L’Électron et les phénomènes chimiques, Hermann, 1919.
- Attardés & précurseurs : propos objectifs sur la métaphysique et sur la philosophie de ce temps et de ce pays, Chiron, 1921.
- La Science et l'esprit positif chez les penseurs contemporains, 1921.
- Euclide, Galilée, Newton, Einstein. Pour que tout le monde sache de quoi il s'agit, Éditions d'actualités, 1922.
- (en coll. avec Achille Delmas) La personnalité humaine son analyse, Flammarion, Bibliothèque de philosophie scientifique, 1922
- Tendances actuelles de la philosophie française (Attardés et précurseurs), 1925.
- Précis de physique, en collaboration avec André Féry, Dunod, 1927.
- Introduction à la théorie des quantas, avec Charles Salomon, Doin, 1928.
- L’Électron et les applications de l'électricité, Albin Michel éditeur, 1929.
- Matière, électricité, radiation. Ce qu'il faut connaitre pour suivre le progrès de la physique actuelle, Delagrave, 1929.
- Qu'est ce que : Le hasard, l'énergie, le vide, la chaleur, la lumière, l'électricité, le son, l'affinité, Larousse, 1931.
- L'Électricité à la ville, à la campagne, en auto, Larousse, 1932.
- Exposé électronique des lois de l'électricité, Hermann et Cie éditeurs, 1932.
- L’Idée générale de la mécanique ondulatoire et ses premières applications (Atome d’hydrogène, phénomènes chimiques, conduction électrique), Hermann, 1932.
- L’Atomistique (Les atomes et les molécules, structures électroniques, capillarité et osmose, les colloïdes, la catalyse), Le François, 1934.
- Théorie de la connaissance et physique moderne, Hermann et Cie éditeurs, 1934.
- Pour connaître : la relativité, l'analogie, l'inertie, la gravitation, le choc, l'incandescence, la fréquence, Larousse, 1934.
- La Science, ses progrès ses applications avec Georges Urbain, 2 volumes, Librairie Larousse, Paris, 1934
- La Logique et sa caricature dans les questions actuelles, Rieder, 1935.
- La Chance et les jeux de hasard : boule, roulettes, baccara, bridge, poker, belote, etc., Larousse, 1936.
- La science des caractères dans ses relations avec la méthode scientifique, éd. Hermann (1936, 38 p.)
- Les Deux Infinis : galaxies, étoiles, planètes, micelles, réseaux, noyaux, neutrons, photons, Larousse, 1938.
- Les quatre faces de la physique, Ch. Rieder, 1939.
- Quelques Sciences captivantes : Ondes humaines, délires collectifs, hypnotisme, psychanalyse, suggestion, métapsychie, astrologie, spiritisme, radiesthésie, Sagittaire, 1941.
- Les Étapes des mathématiques, coll. Que sais-je ? (no 42), PUF, 1941.
- Le Mystère des nombres et des formes, Larousse, 1941.
- Éléments de logique scientifique, Dunod, 1942.
- Memento du chimiste I. Partie scientifique, 2e éd. mise à jour par M. Boll (en collaboration avec Paul Baud), Dunod, 1942.
- Les Certitudes du hasard, 1943 ; coll. Que sais-je ? (no 3), PUF.
- L'Exploitation du hasard, Presses universitaires, 1943 ; Editura contemporana, Bucarest, 1944 ; coll. Que sais-je ? (no 57), PUF, 1947.
- L'Occultisme devant la science, 1944.
- Nouvelle académie des jeux - Le bridge plafond, contrat, Le triboulet, 1944.
- L'Atome, source d'énergie, Presses documentaires, 1945.
- Électricité - Magnétisme, PUF, 1946.
- Manuel de logique scientifique, 1948[8].
- Le Secret des couleurs, en collaboration avec Jean Dourgnon, PUF, 1948.
- Radio, radar, télévision, Larousse, 1950.
- L'Occultisme devant la science, PUF, 1950.
- Physique appliquée à l'art dentaire, J.-B Baillère et fils éditeurs, 1952.
- Les Étapes de la connaissance, en collaboration avec Jean-Claude Pages, Hermann, 1953.
- L´Éducation du jugement, PUF, 1954.
- Les Étapes de la logique, en collaboration avec Jacques Reinhart, Maison Madelain, 1954.
- Les Étapes de la mécanique, PUF, 1955.
- Tables numériques universelles des laboratoires et bureaux d'étude, Dunod, 1957.
- La Personnalité, en collaboration avec Francis Baud, Masson et Cie, 1958.
- Histoire de la logique, en collaboration avec Jacques Reinhart, 1961.